# 沃尔森堡 (科罗拉多州)
沃尔森堡（英語：Walsenburg），是美国科罗拉多州韦尔法诺县下属的一座城市。建市于1873年6月16日，面积大约为3.166平方英里（8.201平方公里）。根据2010年美国人口普查，该市有人口3,068人。2011年估计该市有人口2,980人，相比2010年人口增长率为2.87%。同时，论人口该市是科罗拉多州第92大城市。